# Torneo Conde de Godó 2022
El Torneo Conde de Godó 2022 fue un evento de tenis del ATP Tour 2022 en la serie ATP 500. Se disputó en Barcelona, España en el complejo Real Club de Tenis Barcelona desde el 18 hasta el 24 de abril de 2022.

## Distribución de puntos
| Modalidad            | Campeón | Finalista | Semifinales | Cuartos de final | 2.ª ronda | 1.ª ronda | Clasificados | 2.ª ronda de clasificación | 1.ª ronda de clasificación |
| Individual masculino | 500     | 330       | 200         | 100              | 50        | 0         | 25           | 13                         | 0                          |
| Dobles masculino     | 500     | 300       | 180         | 90               | –         | –         | 45           | 25                         | 0                          |

## Cabezas de serie

### Individuales masculino

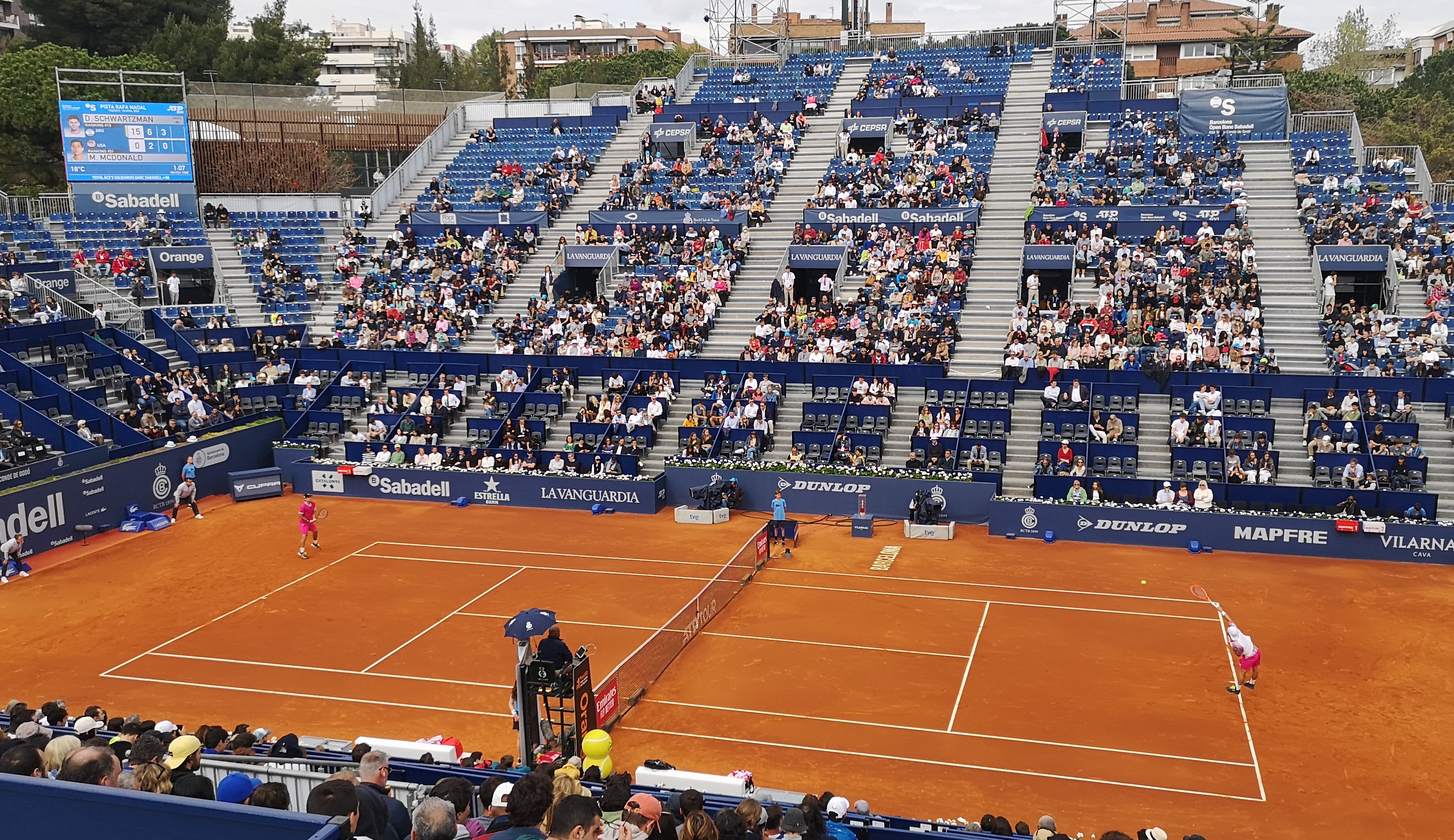
Diego Schwartzman sirve ante Mackenzie McDonald en los 32avos de final de la edición 2022, en un partido celebrado en la pista Rafa Nadal del Real Club de Tenis Barcelona

| Tenista               | Ranking | Preclasificado |
| Stefanos Tsitsipas    | 5       | 1              |
| Casper Ruud           | 7       | 2              |
| Félix Auger-Aliassime | 9       | 3              |
| Cameron Norrie        | 10      | 4              |
| Carlos Alcaraz        | 11      | 5              |
| Diego Schwartzman     | 16      | 6              |
| Roberto Bautista      | 18      | 7              |
| Pablo Carreño         | 19      | 8              |
| Nikoloz Basilashvili  | 20      | 9              |
| Álex de Miñaur        | 25      | 10             |
| Lorenzo Sonego        | 26      | 11             |
| Daniel Evans          | 27      | 12             |
| Frances Tiafoe        | 28      | 13             |
| Grigor Dimitrov       | 29      | 14             |
| Federico Delbonis     | 34      | 15             |
| Aleksandr Búblik      | 36      | 16             |
| Albert Ramos          | 37      | 17             |

- Ranking del 11 de abril de 2022.[2]

### Dobles masculino
| Tenista                            | Ranking | Preclasificado |
| Rajeev Ram Joe Salisbury           | 3       | 1              |
| Marcel Granollers Horacio Zeballos | 11      | 2              |
| Tim Puetz Michael Venus            | 20      | 3              |
| Juan Sebastián Cabal Robert Farah  | 24      | 4              |

## Campeones

### Individual masculino
Carlos Alcaraz venció a  Pablo Carreño por 6-3, 6-2

### Dobles masculino
Kevin Krawietz /  Andreas Mies vencieron a  Wesley Koolhof /  Neal Skupski por 6-7(3-7), 7-6(7-5), [10-6]